# Philoxenos (Koroplast)
Philoxenos (altgriechisch Φιλόξενος) war ein griechischer Koroplast des frühen 5. Jahrhunderts v. Chr.
Sein Name ist nur durch eine in Inschrift auf einer spätarchaischen Tonmatrize einer sitzenden Göttin bekannt. Die linksläufige Inschrift ist in einem tarentiner Lokalalphabet abgefasste und beginnt am Kopf der Göttin. Sie lautet ΦΙΛΟΞΕΝΟ ΕΜΙ (des Philoxenos bin ich).
Die Plastik befindet sich im Museo Archeologico Nazionale in Bari (Inventarnummer 2548).